# Jean (rebelle)
Pour les articles homonymes, voir Jean.
Jean (en : grec ancien : Ἰωάννης (Iōannēs) ; en latin : Ioannis), est un officier rebelle byzantin d'origine berbère du vie siècle actif dans la préfecture du prétoire d'Afrique pendant le règne de l'empereur Justinien (527-565). Il apparaît pour la première fois à l'automne de 545, après la mort du rebelle byzantin Stotzas, lorsqu'il est nommé chef par les troupes en révolte, recevant ainsi le nom de Stotzas le Jeune (en latin : Stutias Iunior). À ce moment-là, il contrôle un contingent de 1 000 soldats, formé de 500 Romains, 80 Huns et 420 Vandales.
Son nom, Jean, indique qu'il est probablement d'origine byzantine, comme Stotzas, son prédécesseur. Il n'a commandé que brièvement son armée contre l'Empire byzantin (545-546). 

## Biographie
Selon le comte Marcellin, Jean a encouragé Guntharic à se révolter contre le gouverneur Aréobindus à la fin de 545. Il accompagne aux côtés de ses hommes, le chef berbère Antalas dans sa marche vers Carthage et lorsque la ville est conquise par Guntharic en mars 546, il participe à l'assassinat d'Aréobindus. Par la suite, avec le retour d’Antalas à la loyauté impériale, Jean s'empresse de rejoindre Guntharic.
À Carthage, il reçoit l'ordre d'accompagner Artabanès, Ulithée et le chef berbère Cusina à la poursuite d'Antalas en Byzacène. Pendant la mission, cependant, il reste stationné avec Ulithée et une partie de l'armée dans leur camp près d'Hadrumète, tandis qu'Artabanès et Cusina poursuivent Antalas. De retour dans la capitale de la province, il se serait rendu au domicile de Pasiphile la nuit de l'assassinat de Guntharic. Lorsqu'il a eu connaissance de l'incident, il a rencontré des Vandales et s'est réfugié dans une église à proximité.
Les chroniqueurs byzantins Procope de Césarée et le comte Marcellin déclarent qu'il n'a accepté de quitter l'église que lorsqu'il a reçu la garantie de vie d'Artabanès. Malgré cela, il a été arrêté, enchaîné et envoyé dans la capitale impériale de Constantinople, où il aurait été crucifié. Son exécution aurait eu lieu au printemps 546, peu de temps après l'exécution de Guntharic.